# Astorga, Paraná
Astorga là một đô thị thuộc bang Paraná, Brasil. Đô thị này có diện tích 434,791 km², dân số năm 2007 là 25042 người, mật độ 56,4 người/km².